# Limenitis divina
Limenitis divina är en fjärilsart som beskrevs av Hans Fruhstorfer 1907. Limenitis divina ingår i släktet Limenitis och familjen praktfjärilar. Inga underarter finns listade i Catalogue of Life.